# Baphomets Fluch: Der Engel des Todes
Baphomets Fluch: Der Engel des Todes, auch Baphomets Fluch 4 (orig. Broken Sword: The Angel of Death, in den Vereinigten Staaten Secrets of the Ark: A Broken Sword Game) ist ein Adventure-Computerspiel des britischen Entwicklerstudios Revolution Software und der vierte Teil der Baphomets-Fluch-Reihe. Es ist der direkte Nachfolger zu Baphomets Fluch: Der schlafende Drache und wurde im September 2006 durch die Publisher THQ (Europa) und The Adventure Company (Nordamerika) veröffentlicht.

## Handlung
George Stobbart arbeitet mittlerweile als Anwalt in einem heruntergekommenen Kautionsbüro. Seine Beziehung zu Nicole ist bereits seit einiger Zeit in die Brüche gegangen. Als eines Tages eine junge Frau namens Anna Maria sein Büro betritt, verliebt er sich Hals über Kopf in die mysteriöse Schönheit. Ihr plötzliches Verschwinden ist der Auslöser für Georges viertes Abenteuer. Erneut umfasst der Handlungsbogen die Suche nach einem alten Artefakt mit großer und schrecklicher Macht, der Bundeslade, die im Spiel die Funktion einer Waffe hat. Im Verlauf des Spiels muss George die Welt erneut retten.
Thematisch orientiert sich das Spiel am Film noir, mit Anna Maria als undurchsichtiger Femme fatale. Georges ehemalige Freundin Nicole Collard tritt zwar ebenfalls als steuerbarer Charakter auf, übernimmt im Vergleich zu den vorherigen Titeln jedoch eine eher untergeordnete Rolle. Dies ergibt sich aus der geänderten Beziehung zu George.

## Spielprinzip und Technik
Wie im dritten Teil verwendet das Spiel eine 3D-Engine, die das Geschehen aus einer Third-Person-Perspektive mit wechselnden, starren Kamerapositionen präsentiert. Anders als noch beim Vorgänger Baphomets Fluch: Der schlafende Drache wurde jedoch die Point-and-Click-Steuerung optional zur Tastatursteuerung wieder eingeführt. Das Spielprinzip blieb ansonsten unverändert. Es gilt, genreübliche Rätselaufgaben zu lösen. Dazu zählen Dialog-, Gegenstands- und Kombinationsrätsel. Aus dem direkten Vorgänger wurden zudem Kletter- und Schieberätsel beibehalten, neu hinzu kamen Minispielchen.
Einen Schwerpunkt stellte die Simulation einer glaubwürdigen Umwelt dar, was der Entwickler unter anderem durch Rauch- und Partikel-Effekte, Bloom oder eine reagierende Umwelt (zum Beispiel auffliegende Tauben) zu erreichen versuchte. Zur Verwendung kam hierbei die amBX-Technologie der niederländischen Firma Philips. Zwischensequenzen sind in Spielgrafik gehalten.

## Produktionsnotizen
Baphomets Fluch: Der Engel des Todes entstand nach der Entlassung sämtlicher Mitarbeiter von Revolution Software im Jahr 2004. Während Revolution-Gründer Charles Cecil zusammen mit einigen freien Mitarbeitern für das Konzept und grundlegende Design des Spiels verantwortlich war, wurde der Titel in Auftragsarbeit vom britischen Entwicklungsstudio Sumo Digital programmiert. Die optionale Wiedereinführung von Point & Click als Steuerungsmethode stellte eine teilweise Abkehr von einer Äußerung Cecils dar, wonach er Point-and-Click-Adventures für tot erklärt hatte. Das Prinzip der Kletter- und Schieberätsel wurden zwar aus Baphomets Fluch: Der schlafende Drache übernommen, allerdings in einem reduzierten Umfang, da es sich bei den Kistenschiebrätsel um einen der Hauptkritikpunkte am Vorgänger handelte. Der Soundtrack stammte wie beim Vorgänger aus der Feder von Ben McCullough.

### Sprecherliste
| Rolle           | deutscher Sprecher   | englischer Sprecher |
| --------------- | -------------------- | ------------------- |
| George Stobbart | Alexander Schottky   | Rolf Saxon          |
| Anna Maria      | Stephanie Kindermann | Regina Regan        |
| Nicole Collard  | Franziska Pigulla    | Katherine Pageon    |

## Rezeption
| Deutschsprachiger Raum | Deutschsprachiger Raum |         |
| Publikation            | Wertung                |         |
| ---------------------- | ---------------------- | ------- |
| 4Players               | 77 %                   |         |
| Adventure-Treff        | 81 %                   |         |
| GameStar               | 72 %                   |         |
| PC Games               | 70 %                   |         |
| International          |                        |         |
| Eurogamer.net          | 7/10                   |         |
| GameSpot               | 7,7/10                 |         |
| IGN                    | 8,4/10                 |         |
| Metawertungen          |                        |         |
| GameRankings           | 75,03 %                | 75,03 % |
| Metacritic             | 73/100                 | 73/100  |

Broken Sword: The Angel of Death erhielt eher positive Bewertungen. Die Rezensionsdatenbank Metacritic aggregiert 31 Rezensionen zu einem Mittelwert von 73.
Das deutsche Onlinemagazin 4Players lobte die Story des Spiels und zog Parallelen zum Roman Sakrileg des Mystery-Autors Dan Brown. Im Kontrast zum ernsten Thema des Spiels sei es aber von einem skurrilen Humor durchzogen; einige Charaktere könnten aus Tarantino-Filmen stammen. Redakteur Bodo Naser kritisierte einige Rätselaufgaben als schwer nachvollziehbar und den Einstieg in das Spiel als eine wenig abwechslungsreiche „Hüpf- und Sammelorgie“. In Summe sei Der Engel des Todes ein „einsteigerfreundliches Mystery-Abenteuer“, das nicht in der obersten Liga mitspiele, sich aber durchaus sehen lassen könne. Das Fachmagazin Adventure-Treff stellte heraus, dass das Spiel zwar zunächst mit einem konventionellen Tempelritter-Plot beginne, diesen aber in eine vielschichtige Story mit Anklängen an das Opus von Dan Brown transferiere. Das Magazin lobte neben der Story auch das Rätseldesign, kritisierte aber veraltete Technik und teils hakelige Steuerung.

“Still, in a genre most commonly represented by uninspired low-budget titles or odd adventure-action hybrids, Ark is a great delight. While its old-school design is unlikely to win many new converts to the genre, it is still, flaws and all, the best adventure game to come out in several years.”

„Dennoch, in einem Genre, das meist von uninspirierten Low-Budget-Titeln oder seltsamen Adventure-Action-Hybriden repräsentiert wird, ist Engel des Todes eine große Freude. Während sein Old-School-Design vermutlich nur wenig neue Anhänger für das Genre gewinnen wird, ist es dennoch, kleinere Mängel und ähnliches eingeschlossen, das beste Adventure, das in den letzten Jahren erschienen ist.“